# 793
793 је била проста година.

## Догађаји
- 8. јун — Викинзи нападају и пустоше манастир Линдисфарн у Нортамбрији, што се традиционално сматра почетком Викиншког доба.
- Последњи неуспели устанак Фризијаца против власти франачког краља Карла Великог означава крај Фризијско-франачких ратова.
- Хишам I, омејадски емир Кордобе, води џихад против северних хришћанских суседа.

- Краљ Карло Велики наређује да се прокопа канал дуг 3 километра од Тројхтлингена до Вајсенбурга (слив река Рајне и Дунава), да би се побољшао транспорт робе између Рајне и Баварске. Син Карла Великог, Пипин, води поход против Лангобарда у Беневенту.
- Фризијско-француски рат: Гроф Теодерик је послан у Фризију, да прикупи трупе за још једну офанзиву против Аварског каганата. Њега су напали и вероватно убили саксонски побуњеници, близу ушћа реке Везер. Фризи дижу побуну, а Карло Велики депортује саксонске породице северно од реке Елбе.
- Емир Хишам из Кордобе позива на џихад („Свети рат“) против хришћанских Франака. Он окупља војску од 70.000 људи, од којих половина напада Краљевину Астурију, уништавајући њену престоницу Овиједо, док друга половина напада Лангедок, продирући чак до Нарбона. Након заузимања града, контингент је кренуо ка Каркасону и такође га освојио. Обе војске се враћају у Кордобу обогаћене ратним пленом.
- Арапски трговци чине Багдад финансијским центром Пута свиле између Кине и Европе. Каравани носе мало или нимало новца на својим дугим путовањима; Кинески трговци користе оно што називају феи киан („летећи новац“) да би избегли пљачку. Арапи су усвојили сличан банкарски систем познат као хавала за пренос средстава.